# Cenadi
Cenadi (tiếng Hy Lạp: Genadioi) là một đô thị ở tỉnh Catanzaro trong vùng Calabria của Italia.
Đô thị này có diện tích 11  km², dân số thời điểm năm là 649 người.